# Academia Nicaragüense de la Lengua
Academia Nicaragüense de la Lengua (ANL) es una institución académica de expertos en el uso de la lengua española en Nicaragua, establecida en Managua el 31 de mayo de 1928 y pertenece a la Asociación de Academias de la Lengua Española. Su primera sede estuvo en el edificio de la Biblioteca Nacional.
El 31 de mayo de 2022 la Asamblea Nacional de Nicaragua ordenó su disolución al cancelar su personería jurídica, aunque la Real Academia Española (RAE) anunció días después que prestaría la asistencia necesaria a la academia para continuar con sus funciones.

## Historia
Su primera Junta Directiva se instaló el 9 de agosto de 1928 y su establecimiento legal fundacional por el Senado y Cámara de Diputados de la República de Nicaragua fue aprobado el 20 de diciembre de 1928 y publicado en La Gaceta n.º 2 del 3 de enero de 1930 durante la presidencia de José María Moncada.

### Fundadores
Sus fundadores fueron:
- Dr. Carlos Cuadra Pasos, Director.
- Dr. Francisco Paniagua Prado, Secretario perpetuo.
- Monseñor José Antonio Lezcano y Ortega, Tesorero.
- Dr. Pedro Joaquín Chamorro Zelaya, Bibliotecario.
- Manuel Maldonado Pastrana, Censor.
- Luis H. Debayle, Miembro.
- Alfonso Ayón, Miembro.

La primera asignación de las sillas de los académicos por las letras del abecedario, fue de la siguiente manera: 
- “A” monseñor Lezcano y Ortega
- “B” Dr. Paniagua Prado
- “C” Dr. Maldonado
- “D” Dr. Ayón
- “E” Dr. Chamorro Zelaya
- “F” Dr. Cuadra Pasos
- “G” Dr. Debayle

El primer académico de número incorporado fue el ingeniero civil, historiador y diplomático José Andrés Urtecho Lebrón (1875-1938) en sesión del 7 de junio de 1929.

## Junta directiva
Junta Directiva (2012-2016)
- Sr. D. Francisco José Arellano Oviedo, director.
- Sr. D. Alejandro Serrano Caldera, subdirector.
- Sr. D. Pedro Xavier Solís Cuadra, secretario.
- Sr. D. Erick Aguirre Aragón, vicesecretario.
- Sr. D. Gloria Elena Espinoza, tesorero.
- Sra. D.ª Ana Ilce Gómez Ortega, fiscal.
- Sr. D. Róger Matus Lazo, bibliotecario.

## Académicos de número por orden de antigüedad
Académicos de número por orden de antigüedad.
- Sr. D. Enrique Peña-Hernández.
- Sr. D. Eduardo Zepeda-Henríquez.
- Sr. D. Felipe Rodríguez Serrano.
- Sr. D. Fernando Silva Espinoza.
- Sr. D. Guillermo Rothschuh Tablada.
- Sr. D. Carlos Mántica Abaunza.
- Sr. D. Jorge Eduardo Arellano Sandino.
- Sr. D. Emilio Álvarez Montalván.
- Sr. D. Francisco Arellano Oviedo.
- Sr. D. Carlos Tünnermann Bernheim.
- Sr. D. Róger Matus Lazo.
- Sr. D. Carlos Alemán Ocampo.
- Sr. D. Pedro Xavier Solís Cuadra.
- Sra. D.ª Rosario Fiallos de Aguilar.
- Sr. D. Julio Valle Castillo.
- Sr. D. Alejandro Serrano Caldera.
- Sr. D. Sergio Ramírez Mercado.
- Sra. D.ª Ana Ilce Gómez Ortega.
- Sra. D.ª Isolda Rodríguez Rosales.
- Sra. D.ª Gloria Elena Espinoza de Tercero.
- Sr. D. Erick Aguirre Aragón.
- Sra. D.ª María Auxiliadora Rosales Solís
- Sr. D. Luis Armando Rocha Urtecho

## Comunicado de la Academia Nicaragüense de la Lengua
La Academia Nicaragüense de la Lengua (ANL) lamenta profundamente la cancelación de la personalidad jurídica de una institución consagrada al estudio de la lengua y el cultivo de las letras nicaragüenses; y agradece las muestras de apoyo tanto a nivel nacional como internacional.
Desde su fundación (8 de agosto de 1928 y con personería jurídica conforme decreto del 3 de enero de 1929), la ANL ha desarrollado una labor tesonera en la promoción del estudio del español en Nicaragua, sus valores y tradiciones culturales a través de la publicación de innumerables obras cuyo valor lingüístico y literario ha trascendido el mundo hispánico.
Como miembro de la Asociación de Academias de la Lengua Española (ASALE), la ANL ha emprendido —en conjunción con las academias hermanas— una fecunda labor en la participación de los grandes proyectos panhispánicos como el Diccionario de americanismos, las dos ediciones de la Nueva gramática de la lengua española, el Diccionario de dudas, el Diccionario de la lengua española y otros.
Con la cancelación de la personería jurídica de la ANL, se entorpece el funcionamiento de una institución cuyo quehacer ha contribuido a enaltecer el bien más preciado de la cultura: la lengua.